# مالكوم دوز
مالكوم دوز (بالإنجليزية: Malcolm Dawes)‏ (3 مارس 1944 في المملكة المتحدة - ) هو لاعب كرة قدم بريطاني في مركز الدفاع. لعب مع نادي هارتلبول يونايتد ونيويورك كوسموس وDenver Dynamos ‏ ونادي ألدرشوت تاون ونادي ووركينغتون.

## وصلات خارجية
- مالكوم دوز على موقع قاعدة بيانات كرة القدم.إي يو (الإنجليزية)